# Beatificació de Tarragona
La Beatificació de Tarragona és el nom amb què es coneix la cerimònia de beatificació de 522 màrtirs del segle xx que es va celebrar al Complex Educatiu de Tarragona el 13 d'octubre de 2013. Fou la beatificació més nombrosa de la història de l'Església Catòlica. L'Església considera que els beatificats són màrtirs cristians perquè van patir la mort pel fet de defensar la seva fe en Jesucrist, i els situa històricament a la persecució religiosa dels anys 30 perquè alguns van ser assassinats abans de l'inici de la Guerra Civil Espanyola (com els d'Oviedo del 1932). L'Església Catòlica va instituir el dia 6 de novembre per a recordar cada any aquests màrtirs.
Més de 20.000 pelegrins van assistir a l'acte central, que va consistir en la cerimònia de beatificació i una missa, i que comptà amb un missatge del papa Francesc, l'homilia del cardenal Angelo Amato i unes paraules del cardenal Antonio María Rouco Varela. El dia abans es van celebrar unes Vespres solemnes a la Catedral de Tarragona, i es representà La Passió de Sant Fructuós a la Tarraco Arena Plaça. Entre altres actes previs, també hi va haver conferències com la d'Andrea Riccardi, fundador de la Comunitat de Sant Egidi, i exposicions al seminari, al Museu Bíblic i al Moll de Costa de Tarragona.
Abans de l'esdeveniment totes les declaracions públiques, tant dels favorables com dels detractors, van reclamar-ne la no politització, i a l'acte no hi va haver banderes ni altres símbols polítics. Els crítics van promoure una concentració que va aplegar centenars de persones per a demanar que l'Església demanés perdó per la connivència d'alguns bisbes amb el poder polític durant la dictadura, un gest que dies després van fer l'arquebisbe de Tarragona, Jaume Pujol i Balcells; l'abat de Montserrat, Josep Maria Soler i Canals i el cardenal arquebisbe de Barcelona, Lluís Martínez Sistach.

## Convocatòria

El logotip oficial de la Beatificació de Tarragona.

La Conferència Episcopal Espanyola escollí Tarragona perquè a Tarragona "es conserva la tradició dels primers màrtirs", ja que "a l'amfiteatre romà l'any 259, van donar la seva vida per Crist el bisbe sant Fructuós i els seus diaques sant Eulogi i sant Auguri." També s'ha de tenir en compte que la llista de màrtirs es divideix en causes, i que la més nombrosa i primera a presentar-se va ser la de Tarragona, començada a tramitar el 18 d'abril del 1952 sota la presidència del cardenal Benjamín de Arriba y Castro. Va rebre el vistiplau de Benet XVI el 28 de juny del 2012, quan va signar el decret de martiri del bisbe Manuel Borràs Ferré, bisbe auxiliar de Tarragona, i 146 companys màrtirs, juntament amb decrets de martiri d'altres causes de la persecució religiosa que es va viure a Espanya entre el 1934 i el 1939. El logotip oficial, elaborat per la Conferència Episcopal Espanyola, diu que van ser «màrtirs del segle XX a Espanya», tot i que entre els beats hi ha 3 francesos, 1 cubà, 1 colombià, 1 filipí i 1 portuguès.

## Desenvolupament

### Acte central

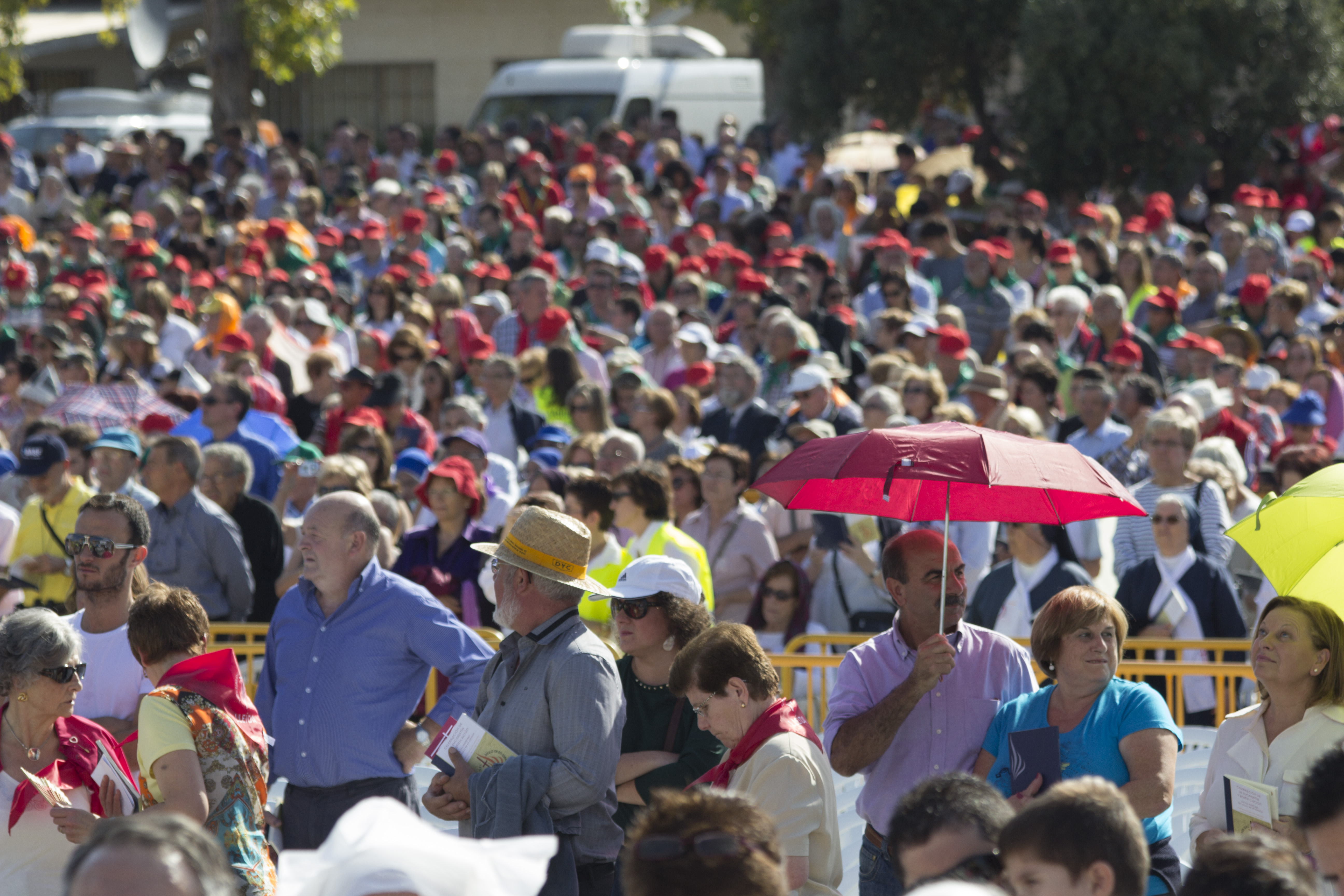
Desenes de milers de persones van participar en la Beatificació de 522 màrtirs, que es va celebrar a l'aire lliure.

L'acte central consistí en la cerimònia de beatificació i una missa i comptà amb la presentació de l'arquebisbe Jaume Pujol i Balcells, un missatge del papa Francesc, l'homilia del cardenal Angelo Amato i unes paraules del cardenal Antonio María Rouco Varela. Se celebrà el diumenge 13 d'octubre a les 12 del migdia al Complex Educatiu, conegut també com l'antiga Universitat Laboral, als afores de la ciutat. Va començar amb una connexió televisiva amb Roma que es va seguir amb pantalles gegants en què el Papa Francesc va saludar als assistents a l'acte. Va dir que els màrtirs havien estat «cristians fins al final» i va demanar als catòlics que seguissin el seu exemple. Al voltant de l'altar, situat al davant d'una estructura de 20 per 13 metres amb les fotos de tots els màrtirs que es va descobrir quan es proclamaren els beats, es va desenvolupar la cerimònia religiosa, que durà dues hores i fou presidida pel cardenal Angelo Amato, Prefecte de la Congregació per a les Causes dels Sants, que representà el papa Francesc a la beatificació. A l'homilia Amato va dir que els màrtirs «van ser víctimes d'una radical persecució religiosa que es proposava l'extermini de l'Església» i va afegir que «eren germans que no tenien armes, no estaven al front ni donaven suport a cap partit, no eren provocadors». Per la seva banda, el cardenal de Madrid Antonio María Rouco Varela va agrair la presència dels 104 bisbes i molt especialment del «delicat gest del Partiarcat de Moscou, que amb la seva presència a través de dos representants, posa de relleu el nou camí ecumènic obert pels màrtirs del segle XX».
Els compositors Kuzma Bodrov, Carlos Criado, Rubén Díez i Pedro Vilarroig van preparar la música que s'escoltà durant la celebració, que es presentà el 9 de setembre del 2013 i que va interpretar l'Orquestra simfònica i Cor de la Jornada Mundial de la Joventut de Madrid. L'Escolania de Montserrat i el Cor dels Amics de la Catedral de Tarragona foren els encarregats dels cants com el Virolai, que es cantà al final de la cerimònia.

### Actes previs

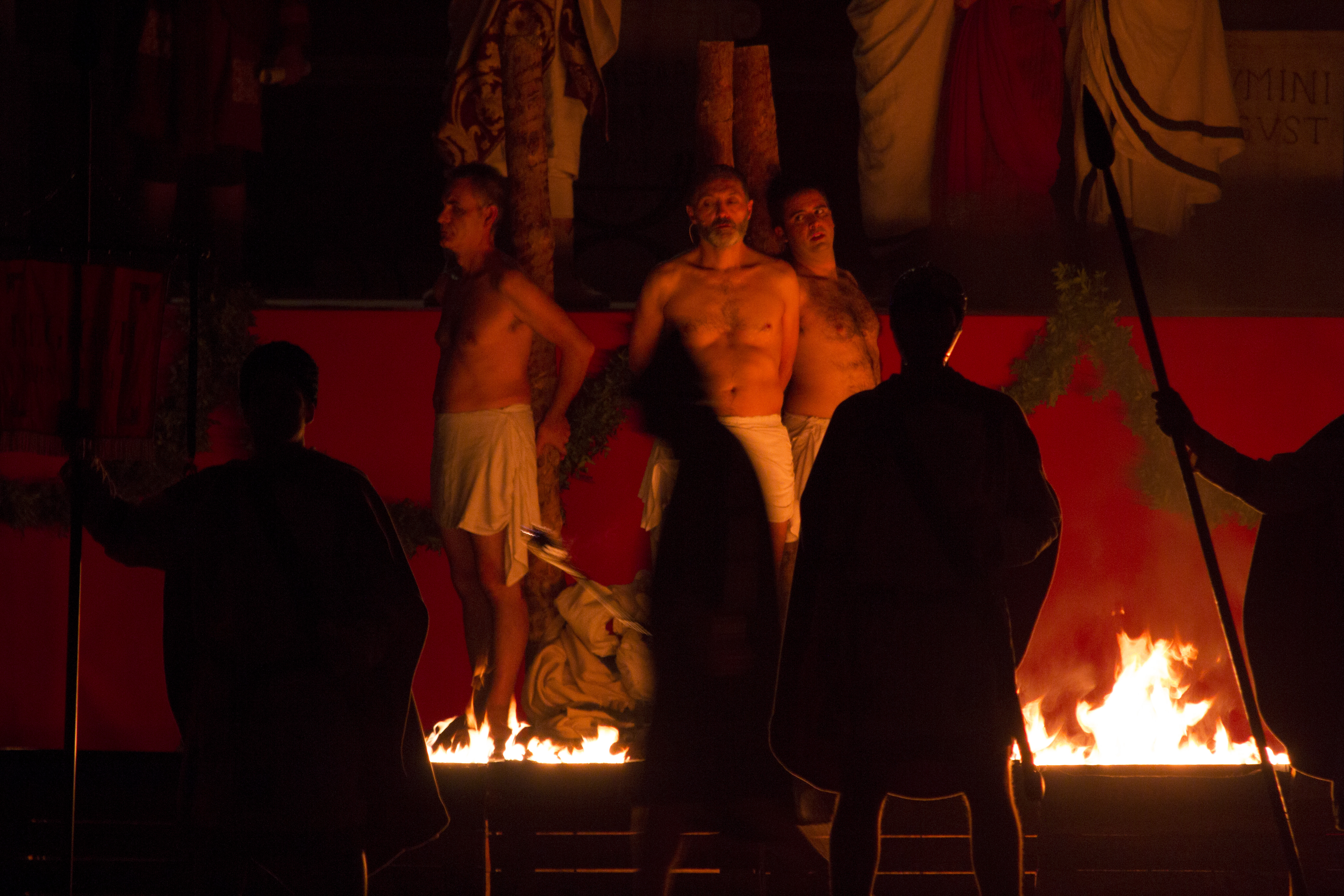
La representació de La Passió de Sant Fructuós que va tenir lloc el dia abans de la Beatificació de Tarragona al vespre, al Tarraco Arena Plaça. Moment en què els guardes acaben d'encendre el foc del martiri de sant Fructuós.

El dia abans es van celebrar diversos actes que tingueren relació amb la beatificació. El primer dels actes oficials convocats eren unes Vespres solemnes a la Catedral de Tarragona, el dissabte 12 d'octubre a les 19 hores. Durant el dissabte els diversos grups de peregrins van dur a terme actes i celebracions diverses. El dissabte 12 d'octubre es representà La Passió de Sant Fructuós i dels màrtirs del segle xx a les 18.30 hores i a les 22 hores a la Tarraco Arena Plaça. A l'última representació hi assistiren tots els bisbes que l'endemà van assistir a la Beatificació.
Els dies 8 i 9 d'octubre hi va haver les conferències d'Encarnación González, directora de l'Oficina per la Causa dels Sants de la Conferència Episcopal Espanyola, i Andrea Riccardi, exministre per la Integració i Cooperació Internacional d'Itàlia i fundador de la Comunitat de Sant Egidi. Riccardi reivindicà el paper dels màrtirs en la societat actual i lamentà que «al segle dels drets humans s'oculten el martiri i la persecució». També es van celebrar diverses exposicions sobre l'Església a Tarragona (1936-1939), al seminari; testimonis de la fe avui, a l'ermita de sant Magí; cristians perseguits, al seminari; el món en femení, al Museu Bíblic; Compostela, al seminari; i la Setmana Santa de Tarragona, al Refugi 1 del Moll de Costa. També es van potenciar diverses rutes, com el Reus Modernista, Tarragona Romana o la Ruta del Cister.

## Organització

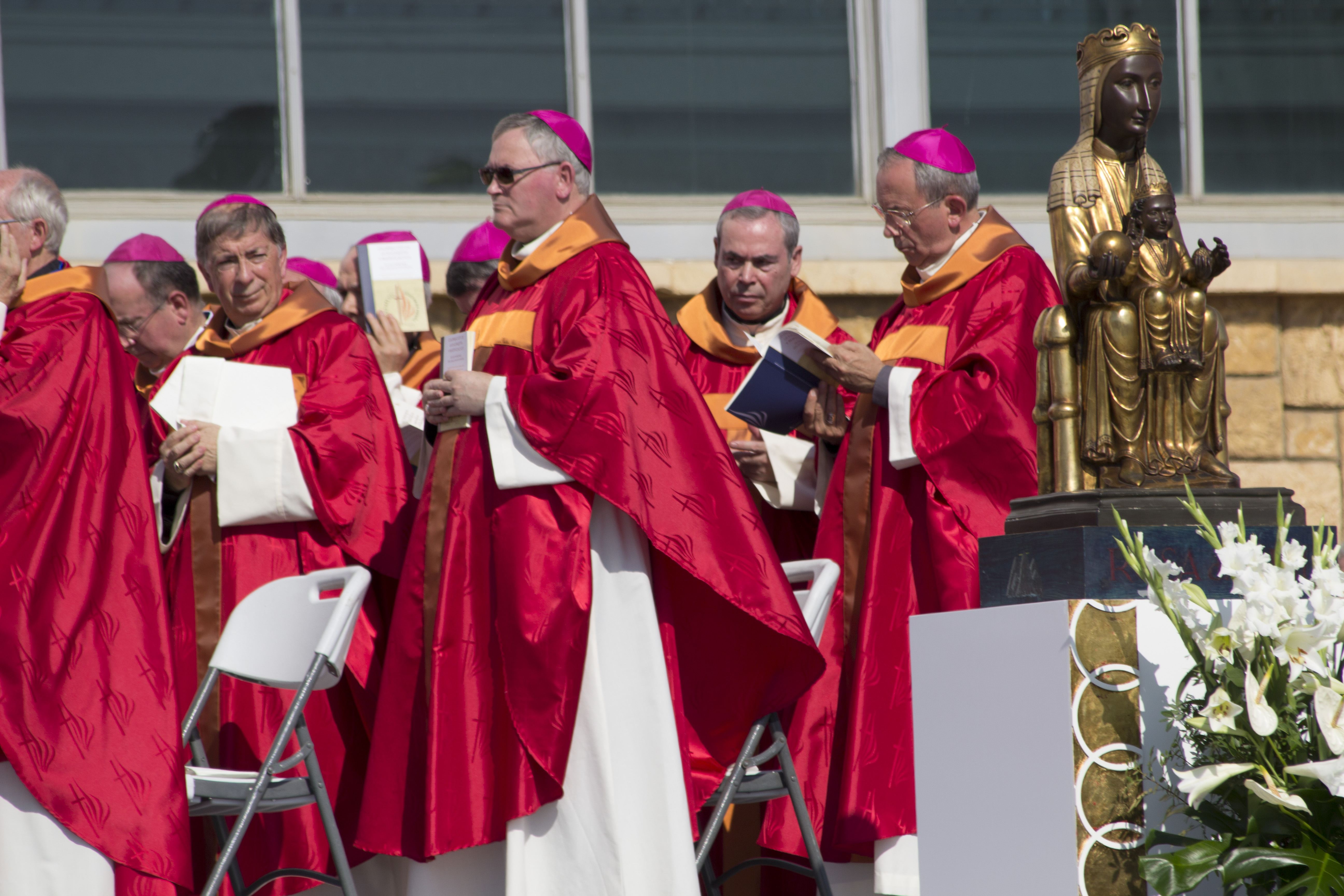
Una imatge de la Mare de Déu de Montserrat va estar present durant tot l'acte de Beatificació de 522 màrtirs que es va celebrar a Tarragona el 13 d'octubre de 2013.

A l'acte central hi van assistir més de 20.000 peregrins, que es van sumar als 104 bisbes, 1.386 capellans, 2.700 religiosos i gairebé 4.000 familiars dels 522 beatificats. Un mes abans s'havien acreditat un centenar de periodistes, però n'hi hagué més de 400 de 90 mitjans de comunicació. Televisió Espanyola va donar el senyal institucional de la cerimònia de beatificació, que es va retransmetre en directe per La 2 i a través d'Internet.
Hi van assistir entre 20.000 i 25.000 pelegrins, d'indrets com Tortosa, Lleida, Barcelona, Bilbao, Cartagena, Ciudad Real, Madrid, Menorca, o Teruel. Es van desplegar 7.595 cadires i la resta dels pelegrins van estar drets o van seure a terra o a cadires que portaven. Per atendre'ls es va habilitar una Oficina del Pelegrí els matins de dilluns a divendres al seminari.
Uns 300 autobusos i un miler de vehicles van arribar amb l'acte començat per un embús que es va produir perquè diversos vehicles no estaven acreditats i van ser aturats pel control policial. Malgrat diverses informacions que apuntaven que hi podria haver incidents amb els manifestants provinents de diversos indrets de l'estat espanyol, que el dia abans havien assistit a la manifestació del 12 d'octubre a Barcelona, no hi hagué incidents, protestes ni banderes.
Mesos abans de l'acte, preveient que els establiments hotelers de la ciutat serien insuficients, es van obrir escoles per acollir els pelegrins. Un mes abans de l'esdeveniment els hotels de Tarragona i els càmpings propers tenien una ocupació molt alta. Cal tenir en compte que sempre és un cap de setmana turísticament intens perquè és el pont del Pilar. Per atendre els visitants el Patronat de Turisme va decidir que les oficines d'atenció al públic obririen fins a les vuit del vespre. També s'oferí als visitants un Menú del Pelegrí econòmic.

## Conseqüències

### Crítiques a la politització
Totes les veus que es van pronunciar públicament sobre l'acte abans, durant i després, van reclamar-ne la no politització, tant els partidaris com els detractors. L'Església va defensar des de la presentació de la beatificació que no volia que l'acte tingués cap connotació política. L'Arquebisbat de Tarragona va dir que la intenció era celebrar «una festa exclusivament religiosa» perquè «una beatificació no va contra ningú, és un acte religiós que no té res a veure amb la política, per molt que alguns ho intentin». El president de la Conferència Episcopal Espanyola, Juan Antonio Martínez Camino, va demanar que no hi hagués banderes ni pancartes, perquè «no és un acte polític ni reivindicatiu, és un acte religiós històric». A l'acte finalment la presència de banderes va ser anecdòtica i entre els qui parlaren no es va fer cap referència al franquisme. Sí que hi hagué abundants referències al perdó i la reconciliació.

#### Favorables a l'acte
La Unió de Religiosos de Catalunya, que aplega les congregacions on pertanyen el 80% dels 522 màrtirs, va emetre un comunicat el 3 d'octubre reclamant respecte per la beatificació perquè «els errors històrics que es van cometre no poden silenciar el crit generós d'unes persones que van viure en la seva pròpia carn la benaurança dels perseguits per causa del Crist» perquè «cap d'ells no va matar». Els religiosos van demanar a la Conferència Episcopal Espanyola que treballés per «remarcar la primacia de la fe i de l'amor, la sensibilitat per la pluralitat cultural i lingüística de les comunitats cristianes, la comunió eclesial, la senzillesa i la simplicitat de les celebracions, i també que llanci un missatge de cordialitat i de compromís vers la societat sense exclusions».
Els capellans de Tarragona Manuel M. Fuentes, Norbert Miracle i Armand Puig i Tàrrech van exposar en un article conjunt que «no es pot afirmar que els capellans de Tarragona assassinats entre el 1936 i el 1939, en nombre de 143, fossin franquistes i espanyolistes. Van ser morts pel fet de ser capellans i prou!» i van dir que «si hi hagués motivacions polítiques, fossin del color que fossin, no els beatificaria!». Van defensar que «la seva beatificació -dels màrtirs- tanca ferides antigues en nom de l'Evangeli del bé i de la humilitat». Van demanar a la Conferència Episcopal Espanyola que demanés perdó per haver donat suport a Franco, tal com va fer Joan Pau II.
L'abat de Montserrat, Josep Maria Soler i Canals, va demanar una setmana abans que «no s'instrumentalitzin els morts ni a favor de cap opció política, nacionalista d'un signe o altre, econòmica, ni de cap sensibilitat eclesial». Va remarcar que aquest acte «no té cap altra finalitat que reconèixer la seva fidelitat -dels màrtirs- a Jesucrist fins a la mort, a més de proposar-los com a model de coherència en la fe» i que «no va contra ningú». L'abadia de Montserrat compta amb vint monjos entre els màrtirs assassinats el 1936.

#### Contraris a l'acte
El Procés Constituent va emetre un comunicat oposant-se a l'acte i considerant-lo una injustícia cap a les víctimes republicanes que defensaven les llibertats democràtiques. Aquesta posició va fer que l'Arquebisbat de Tarragona vetés una conferència que la monja Teresa Forcades, impulsora del Procés, havia de celebrar una setmana abans a Tarragona.
L'associació cristiana Església Plural va advertir que les beatificacions podien convertir-se en un acte d'exaltació feixista i de nacionalisme espanyol i va alertar que grups d'extrema dreta, com l'Asociación Cruz de San Andrés i la Liga Tradicionalista, estaven fent una crida a la participació dels seus simpatitzants.
L'ajuntament d'Altafulla va rebutjar l'acte en un ple celebrat el dia 28 de setembre de 2013 amb l'aprovació d'un acord on es consideren les beatificacions ofensives i un insult als represaliats pel franquisme, equiparant-les al revisionisme històric; també rebutjava fer-hi cap aportació o mostrar cap mena de suport. Hi van votar a favor els grups d'Alternativa Altafulla-Entesa i Solidaritat; CiU i Independents d'Altafulla es van abstenir i el PP hi va votar en contra.
La Candidatura d'Unitat Popular (CUP) de Tarragona sol·licità al ple de l'ajuntament que el consistori no s'impliqués en l'acte, perquè considerà que anava en contra del caràcter laic de les institucions públiques. També demanà replantejar, per seguretat, la presència de vaixells de guerra nord-americans, que l'arquebisbat assumís tots els costos i que no es convidés a la Família Reial Espanyola. També va alertar que l'acte podia «ferir la sensibilitat d'aquelles persones i familiars que van patir les conseqüències del cop d'Estat i la dictadura franquista i que encara esperen un reconeixement i una restauració del lloc on les van patir (Les Oblates, l'Antiga Audiència, les fosses comunes del cementiri…)».

### Actes de protesta
El 10 d'octubre es realitzà la concentració d'un centenar de persones de la Coordinadora per la Laïcitat i la Dignitat, amb 1.700 firmes de suport i l'adhesió de 59 entitats segons els organitzadors. Acabà amb la lectura d'un manifest que lliuraren en mà a l'arquebisbe de Tarragona, Jaume Pujol, on reclamaren a l'Església que reconegui la dignitat de totes les víctimes, que digui que el cop d'estat del 1936 va ser il·legal i que demani perdó per la proximitat al règim franquista. L'acte s'havia anunciat un mes abans quan ICV-EUiA, UGT, CCOO, les joventuts del PSC i d'ICV-EUiA, l'Ateneu Republicà de Tarragona i l'Associació de Víctimes de la Repressió Franquista de Tarragona van impulsar la Coordinadora per la Laïcitat i la Dignitat per expressar el seu rebuig a la beatificació, que consideraren un «acte polític» i un «insult a la memòria i a la història». Durant la Beatificació unes 200 persones es van concentrar a la muntanyeta de l'Oliva, on s'afusellaren centenars de republicans. La portaveu va criticar que a la Beatificació, l'Església no demanés perdó per les víctimes del franquisme.
Un grup d'entitats de l'esquerra anticapitalista, independentista, marxista i llibertària (els sindicats Co.Bas i CGT, les organitzacions Arran, SEPC, Endavant, CUP, Revolta Global i la Xarxa Socialista Unificada de Catalunya, i els col·lectius locals Cau de Llunes, Brot Bord, Amigos del Che i Ateneu Llibertari Alomà van convocar una manifestació a Tarragona amb el lema "Contra el feixisme i l'església colpista" per al dia 12 d'octubre a les 18 hores, amb un recorregut des de l'estàtua dels despullats a la Rambla Nova fins a la Plaça de Ponent. Els col·lectius van dir que no són contraris a les creences religioses ni al fet de beatificar, sinó a les «connotacions feixistes» dels actes i l'elecció del mateix cap de setmana del Dia de la Hispanitat. L'acte va aplegar unes 500 persones.

### Crítiques a les autoritats
A la beatificació hi assistí el president de la Generalitat, Artur Mas, la vicepresidenta Joana Ortega i els consellers Santi Vila i Vicente, Ramon Espadaler i Parcerisas i Josep Maria Pelegrí i Aixut. També hi va ser present el ministre de l'Interior del Govern espanyol, Jorge Fernández Díaz, i el ministre de Justícia, Alberto Ruiz-Gallardón, així com el president del Congrés espanyol, Jesús María Posada Moreno. També hi havia l'alcalde de Tarragona, Josep Fèlix Ballesteros, el de Reus Carles Pellicer i Punyed i el president de la Diputació de Tarragona, Josep Poblet i Tous, entre d'altres.
La presència a la beatificació d'alguns polítics va ser criticada. El president de la Generalitat de Catalunya, Artur Mas, hi va assistir perquè considera que els màrtirs cristians «eren víctimes innocents» i els va comparar amb les víctimes innocents de la violència masclista i política. La portaveu d'Iniciativa per Catalunya Verds (ICV) al Congrés espanyol, Laia Ortiz, va criticar la seva assistència amb l'argument que «les institucions han de ser laiques». El ministre de Justícia de l'estat espanyol, Alberto Ruiz-Gallardón, també va assistir a l'acte religiós. El diputat d'Izquierda Unida, Gaspar Llamazares, va considerar que l'acte havia estat un «acte polític massiu» i va criticar la presència de Gallardón perquè «no sabem ben bé què hi feia».

### Petició de perdó
Diverses persones i entitats havien demanat a l'Església una petició explícita de perdó. A la roda de premsa de balanç de l'acte, que va tenir lloc el 14 d'octubre al matí, l'arquebisbe de Tarragona, Jaume Pujol, va dir que li sabia greu que hi hagi gent que s'ha sentit dolguda per la beatificació i va demanar «que no hi hagi odi» i «que no caiguem en els tòpics». Per la seva banda, el portaveu de la Conferència Episcopal Espanyola, Juan Antonio Martínez Camino, va reconèixer que «els màrtirs cristians no són les úniques víctimes» i va demanar que l'acte servís «perquè ningú s'oblidi de cap víctima». També es mostrà partidari d'obrir fosses comunes.
El 15 d'octubre, sobre la petició d'alguns grups a l'Església de demanar perdó pels crims del Franquisme, Jaume Pujol va dir que «El papa Joan Pau II ja va demanar perdó el 2000 per tota l'Església. El Papa va fer una cosa que no ha fet ningú, perquè estem esperant que demanin perdó els que van matar tota aquesta gent, i això no ho ha fet ningú», va dir, abans d'insistir que els màrtirs «no estaven a cap bàndol». Pujol també va prometre a la Plataforma en Defensa de la Laïcitat i la Dignitat que aniria un dia a la fossa comú de Tarragona per a dignificar els afusellats republicans enterrats allà però va criticar que «a la llista de la memòria històrica no hi ha els meus sacerdots ni els meus bisbes». L'actitud «constructiva» de Pujol va ser celebrada per diversos sectors.
Posteriorment, en una entrevista a TV3 el 20 d'octubre del 2013, Pujol va afegir que «els bisbes catalans no tenim cap inconvenient a demanar perdó», va indicar que «és el moment de fer estudi històric a fons sobre el paper de l'Església durant la República, la Guerra Civil i la dictadura de Franco» i va dir que tal com li havia demanat la Coordinadora per la Laïcitat i la Dignitat, havia anat tot sol al cementiri per a pregar pels difunts que van morir en un cantó i a l'altre. El mateix dia i en el mateix sentit, l'abat de Montserrat, Josep Maria Soler, va dir que si bé Joan Pau II va demanar perdó l'any 2000 i els bisbes catalans ho van fer el 2011 al document Al servei del nostre poble, ell tornava a demanar perdó durant una homilia. El cardenal arquebisbe de Barcelona, Lluís Martínez i Sistach va afirmar el 25 d'octubre de 2013 que «dels errors que els membres de l'Església hàgim pogut cometre en un passat més o menys llunyà, els bisbes humilment demanem perdó».

## Llista de màrtirs

### Per estat eclesial
La llista completa de 522 màrtirs inclou tres bisbes (Lleida, Jaén i Tarragona), 82 sacerdots (Avila, Barcelona, Cartagena, Jaén, Madrid, Menorca i Tarragona), tres seminaristes (Tarragona i Jaén), 15 membres de la Germandat de Sacerdots Operaris Diocesans, 412 persones consagrades i set persones laiques. Entre les 412 persones consagrades hi ha 74 germans de les escoles cristianes, 66 germans maristes, 38 benedictins, 33 caputxins, 27 filles de la caritat, 24 germans de Sant Joan de Déu, 23 claretians, 19 carmelites de l'antiga observància, 19 fills de la Sagrada Família, 19 mercedaris, 14 paüls, 11 carmelites descalços, 9 mínimes, 6 redemptoristes, 6 trinitaris, 5 religioses dels Sagrats Cors, 4 serventes de Maria, 4 germans carmelites de l'educació, 3 franciscanes missioneres de la Mare del Diví Pastor, 2 dominics, 2 franciscans, 2 orionistes, una calassància i un jerònim.

### Per causa
La Congregació per a les Causes dels Sants va proposar al Papa la beatificació dels 522 difunts després de provar que van morir màrtirs a través 33 causes o investigacions. La més gran inclou a 147 cristians i n'hi ha diverses d'una sola persona.
- Mariano Alcalá Pérez i 18 companys. Mercedaris de la província mercedària d'Aragó.
- Aurelia Arambarri Font i 3 companys de les Serves de Maria Ministres dels Malalts de Madrid.
- Manuel Basulto Jiménez i 5 companys del clergat diocesà i els fidels laics de Jaén.
- Manuel Borràs i Ferré, Agapito Modesto i 145 companys del clergat i dels religiosos de l'arxidiòcesi de Tarragona.
- Raymundo Joaquín Castaño González i José María González Solís, sacerdots professos, dominics de Bilbao.
- Melchora Adoració Cortés Bé i 14 companys de les Filles de la Caritat de Sant Vicenç de Paül, de l'Arxidiòcesi de Madrid.
- Antonio Faúndez López i 3 companys dels Frares Menors Franciscans i el clergat de la Diòcesi de Cartagena.
- Teófilo Fernández de Legaria Goñi i 4 companys de la Congregació dels Sagrats Cors de Jesús i Maria (Picpus)
- Maria Montserrat García Solanas i 9 companys de les monges Mínimes i els fidels laics de Barcelona.
- Ricardo Gil Barcelona, sacerdot profés, i Isidoro Antonio Arrue Peiro, laic postulant, dels Orionistes de València.
- Andrés González de Palazuelo i 31 companys de la dels Caputxins Franciscans de Madrid, Astúries, Cantàbria, Màlaga i Alacant.
- Crisant González García, Aquilino Baró Riera, Cipriano José Iglesias Bañuelos, Guzmán Becerril Merino i 64 companys, Maristes de l'Ensenyament de les diòcesis de Madrid i Conca.
- Maria Assumpta González Trujilano i 2 Companys de les Franciscanes Missioneres de la Mare del Diví Pastor, Madrid.
- José Xavier Gorosterratzu Jaunarena i 5 Companys dels Redemptoristes de Conca.
- Josep Guardiet i Pujol, sacerdot de l'Arxidiòcesi de Barcelona.
- Joan Huguet Cardona, sacerdot de la diòcesi de Menorca.
- Salvi Huix i Miralpeix, bisbe de Lleida.
- Maurici Iñiguez d'Heredia Alzola, i 23 companys dels Hospitalaris de Sant Joan de Déu de Madrid, Barcelona, València i Màlaga.
- Hermenegildo Iza Aregita de l'Assumpció i 5 Companys de les Trinitàries de Ciutat Real.
- Joaquín Jovaní Marín i 14 Companys dels Sacerdots Operaris Diocesans del Sagrat Cor de Jesús, Tortosa.
- Alberto María Marco Alemán, Agustín María García Tribaldos i 23 companys dels Carmelites de l'Antiga Observança i Germans de La Salle de Madrid.
- Josefa Martínez Pérez i 12 companys de les Filles de la Caritat de Sant Vicenç de Paül i fidels laics de València.
- José Màximo Moro Briz i 4 companys del clergat diocesà d'Àvila.
- Carmelo Moyano Linares i 9 companys de la de les Carmelites de l'Antiga Observança de Còrdova.
- José Nadal Guiu i José Jordán Blecua, sacerdots de la diòcesi de Lleida.
- Mauro Palazuelos Maruri i 17 companys dels Benedictins del Pueyo.
- Jaume Puig Mirosa i 19 Companys dels Fills de la Sagrada Família i un fidel laic de Catalunya.
- José María Ruiz Cano, Jesús Aníbal Gómez i Gómez, Tomás Cordero i Xai i 13 companys de Sigüenza.
- Manuel Sanz Domínguez de la Sagrada Família, sacerdot profés, jerònim, restaurador.
- Orencio Luis Solà Garriga i 19 companys, juntament amb Antonio Mateo Salamero de Germans de La Salle, clergat diocesà i els fidels laics de Madrid.
- Victòria Valverde González, religiososa professa, Calassància Institut Filles de la Divina Pastora, Jaén.
- Fortunato Velasco Tobar i 13 companys de la Congregació de la Missió (Vicentins), de Madrid i altres.
- Joana Jesús Vilaregut Farre i 4 companys de les Carmelites Descalces i del clergat diocesà, Lleida.

### Per província de naixement
Aquesta llista no és exhaustiva.
Alacant
- Tomàs Carbonell i Miquel (Xixona, 1888 - Lleida, 1936), sacerdot mercedari.

Àlaba
- Pedro de San Elías (Pedro Heriz i Aguiluz), nascut (22.2.1867) a Barajuen – Aramayona (Àlaba), assassinat (11.11.1936) a Torredembarra, dels carmelites descalços.

Àvila
- Manuel Basulto Jiménez (Adanero, 17 de maig de 1869 - Puente de Vallecas, 12 d'agost de 1936), bisbe espanyol.

Barcelona
- Josep Guardiet i Pujol (Manlleu, 21 de juny de 1879 - Barcelona, 3 d'agost de 1936), rector de Rubí, entre d'altres.
- Josep Colom Alsina, nascut (10.8.1907) a Súria (Barcelona), assassinat (4.8.1936) a Vallmoll, sacerdot.
- Jaume Codina Casellas (Aguilar de Segarra, 1901 - Estercuel, 1936), germà cooperador mercedari.
- Joan Roca i Vilardell, nascut (13.8.1905) a Gurb, assassinat (11.11.1936) a Torredembarra
- Pius Salvans i Corominas, nascut (2.1.1878) a Santa Maria de la Guàrdia (Barcelona), assassinat (3.9.1936) a Mollerussa (Lleida)
- Miquel Vilatimó i Costa, nascut (24.10.1888) a Vic (Barcelona), assassinat (26.7.1936) a Tarragona
- Fulgenci Albareda i Ramoneda (Jero), nascut (13.6.1888) a Barcelona, assassinat (20.12.1936) a la txeca Sant Elias de Barcelona, benedictí de Montserrat.
- Hildebrand Maria Casanovas i Vilà (Lluís), nascut (21.1.1918) a Hostalets de Balenyà (Barcelona), assassinat (28.7.1936) a Montcada (Barcelona), benedictí de Montserrat.
- Ildefons Civil i Castellví (Aleix), nascut (11.1.1889) a Molins de Rei (Barcelona), assassinat (25.7.1936) a Monistrol de Montserrat (Barcelona), benedictí de Montserrat.
- Odili Maria Costa i Canal (Joan), nascut (13.12.1905) a Vic (Barcelona), assassinat (28.7.1936) a Barcelona, benedictí de Montserrat.
- Josep Maria Fontserè i Masdeu, nascut (30.10.1854) a Vinyoles d'Orís (Barcelona), assassinat (19.8.1936) a Pedralbes (Barcelona), benedictí de Montserrat.
- Emilià Maria Guilà i Ximenes (Ignasi), nascut (4.4.1914) a Mataró (Barcelona), assassinat (19.8.1936) a Pedralbes (Barcelona), benedictí de Montserrat.
- Àngel Maria Rodamilans i Canals, nascut (1.5.1874) a Sabadell (Barcelona), assassinat (27.7.1936) a Sabadell, benedictí de Montserrat.
- Francesc Maria de P. Sánchez i Soler, nascut (25.8.1880) en Barcelona, assassinat (25.7.1936) a Molins de Rei (Barcelona), benedictí de Montserrat.
- Pere Villamitjana i Abarca, nascut (19.5.1875) a Barcelona, assassinat (21.2.1937) a Cerdanyola (Barcelona), benedictí de Montserrat.
- Bernat Vendrell i Olivella (Jaume), nascut (29.6.1878) a Ordal (Barcelona), assassinat (23.7.1936) a Monistrol de Montserrat (Barcelona), benedictí de Montserrat.
- Narcís Maria Vilar i Espona (Pere), nascut (7.8.1916) a Hostalets de Balenyà (Barcelona), assassinat (29.7.1936) a Monistrol de Montserrat (Barcelona), benedictí de Montserrat.
- Frederic Vilà i Bartolí, nascut (3.3.1884) a Brull (Barcelona), assassinat (11.11.1936) a Torredembarra, dels missioners del Cor de Maria.
- Agapit Modest (Modest Pamplona Falguera), nascut (17.6.1907) a Berga (Barcelona), assassinat (28.8.1936) a La Canonja (Tarragona), dels Germans de les Escoles Cristianes.

Burgos
- Elipio de Santa Teresa (Felipe Arce Fernández), nascut (16.10.1878) a Arroyo de Valdivieso (Burgos), assassinat (11.11.1936) a Torredembarra, dels carmelites descalços.
- Alejandro Antonio (Alejandro Arraya Caballero), nascut (29.5.1908) al Monasterio de la Rodilla (Burgos), assassinat (31.7.1936) a Tarragona, dels Germans de les Escoles Cristianes.
- Alfonso Bernabé (Bernabé Núñez Alfonso), nascut (11.6.1902) a Santa María del Invierno (Burgos), assassinat (31.7.1936) a Tarragona, dels Germans de les Escoles Cristianes.
- Anastasio Lucas (Lucas Martín Puente), nascut (20.9.1908) a Castroceniza (Burgos), assassinat (19.9.1936) a Tarragona, dels Germans de les Escoles Cristianes.
- Buenaventura Pío (Pío Ruiz de la Torre), nascut (9.7.1909) a Fresno de Rodilla (Burgos), assassinat (1.9.1936) a Tortosa
- Daniel Antonio (Nicolás Rueda Barriocanal), nascut (10.9.1894) a Quintanavides (Burgos), assassinat (28.8.1936) a La Canonja (Tarragona)
- Eladio Vicente (Cesáreo España Ortíz), nascut (25.2.1886) a Pancorbo (Burgos), assassinat (28.8.1936) a La Canonja (Tarragona)
- Julio Alameda Camarero, nascut (28.5.1911) a Castroceniza (Burgos), assassinat (11.11.1936) a Torredembarra, de la Fraternitat Terciària Carmelitana de l'Ensenyament.
- Tomàs Campo Marín, (Mahamud, 1879 - Lleida, 1936), sacerdot mercedari.
- Amanci Marín Mínguez (Celada del Camino, 1908 - Binèfar d'Osca, 1936), sacerdot mercedari.

Castelló
- Miquel Grau Antolí, nascut (22.11.1869) a Herbés (Castelló), assassinat (25.8.1936) a Valls
- Vicente de la Cruz (Vicente Gallén Ibáñez), nascut (29.9.1908) a Vallat (Castelló), assassinat (25.7.1936) al port de Tarragona, dels carmelites descalços.
- Alejandro Juan (Fermín Gellida Cornelles), nascut (6.10.1889) a Benicarló (Castelló), assassinat (18.8.1936) a Vinaròs (Castelló), dels Germans de les Escoles Cristianes.
- Clemente Adolfo (Juan Clemente Vea Balaguer), nascut (9.6.1898) a La Jana (Castelló), assassinat (15.8.1936) a Sant Mateu (Castelló)
- Elías Paulino (Javier Ángel Pradas Vidal), nascut (20.3.1896) a Culla (Castelló), assassinat (28.081936) a La Canonja (Tarragona)
- Exuperio (Miguel Alberto Flos), nascut (12.11.1881) a Benicarló (Castelló), assassinat (15.8.1936) a Vinaròs (Castelló)
- Justino Gabriel (Gabriel Albiol Plou), nascut (23.3.1910) a Peníscola (Castelló), assassinat (11.8.1936) a Peníscola
- Luis Alberto (Ildefonso Alberto Flos), nascut (26.2.1880) a Benicarló (Castelló), assassinat (15.8.1936) a Benicarló
- Rafael José (Patricio Gellida Llorach), nascut (16.3.1871) a Benicarló (Castelló), assassinat (14.8.1936) a Benicarló

Girona
- Salvi Huix i Miralpeix (Santa Margarida de Vallors, municipi de Sant Hilari Sacalm, La Selva, 22 de desembre de 1877 – Lleida, 5 d'agost de 1936), bisbe català.
- Narcís Feliu i Costa, nascut (9.1.1877) a Pineda (Girona), assassinat (28.7.1937) a Tarragona
- Ambrosi Maria Busquets Creixell (Agustí), nascut (7.6.1903) a Torroella de Montgrí (Girona), assassinat (19.8.1936) a la Creu de Pedralbes (Barcelona), benedictí de Montserrat.
- Plàcid Maria Feliu Soler (Càndid), nascut (1.11.1904) a Sant Morí (Girona), assassinat (19.8.1936) a Pedralbes (Barcelona), benedictí de Montserrat.
- Carmel de Colomes (Enric Salvà Ministral), nascut (21.3.1874) en Colomes (Girona), assassinat (25.8.1936) a Valls, caputxí.
- Anselm Fèlix, (Modest Godó Buscató), nascut (12.1.1879) a La Selva de Mar (Girona), assassinat (28.8.1936) a La Canonja (Tarragona)
- Arnold Ciril (Joan Font Taulat), nascut (1.7.1890) Viladamat (Girona), assassinat (23.1.1937) a Lleida
- Benilde Josep (Francesc Casademunt Ribas), nascut (5.2.1872) a Llofriu (Girona), assassinat (26.8.1936) a Valls
- Faust Lluís (Josep Maria Tolaguera Oliva), nascut (14.3.1904) a L'Escala (Girona), assassinat (26.8.1936) a Tarragona
- Pere Sisterna i Torrent (Elm Miquel), (Llagostera, 21 de març de 1878 - Tarragona, 26 d'agost de 1936), germà de les escoles cristianes.
- Gilbert de Jesús (Josep Boschdemont Mitjavila), nascut (11.8.1880) a Cassà de la Selva (Girona), assassinat (11.11.1936) a Torredembarra
- Jacint Jordi (Josep Camprubí Corrubí), nascut (22.2.1888) a Palmerola (Girona), assassinat (28.8.1936) a La Canonja (Tarragona)
- Francesc Mitjá i Mitjá, (Arbúcies, 1874 - Matamargó de Lleida, 1936), germà cooperador mercedari.

Guipúscoa
- Eugenio María Erausquín Aramburu (José), nascut (21.10.1902) a Lezcano (Guipúscoa), assassinat (19.8.1936) a la Creu de Pedralbes (Barcelona), benedictí de Montserrat.

La Rioja
- Clemente Faustino (Hernan José Fernández Sáenz) nascut (6.4.1915) a Logronyo (La Rioja), assassinat (19.9.1936) a Tarragona.

Logronyo
- León Alesanco Maestro (Luis Gonzaga) nascut (22.6.1882) a San Millán de la Cogolla (Logronyo), assassinat (30.11.1936) a Barcelona, benedictí de Montserrat.
- Domingo González Millán (Cipriano), nascut (16.9.1880) en La Losilla (Logronyo), assassinat (19.8.1936) a Pedralbes (Barcelona), benedictí de Montserrat.

Lleida
- Joan Vilaregut Farré (Joan de Jesús).
- Josep Nadal i Guiu, sacerdot diocesà.
- Enric Morante Chic, (Lleida, 1896 - Lleida, 1936), sacerdot mercedari.
- Josep Reñé Prenafeta (Lleida, 1903 - Barcelona, 1936), sacerdot mercedari.
- Magí Albaigès Escoda (l'Albí, 23.5.1889 - Tarragona, 20.8.1936) sacerdot.
- Joaquim Balcells Bosch, nascut (16.9.1900) a l'Espluga Calba (Lleida), assassinat (3.9.1936) a Fontscaldes, sacerdot.
- José Civit Timoneda, nascut (21.12.1874) a Omells de Na Gaia (Lleida), assassinat (26.7.1936) a Reus, sacerdot.
- Jeroni Fàbregas Camí, nascut (5.12.1910) a l'Espluga Calba (Lleida), assassinat (21.1.1939) a Selma, sacerdot.
- Agapit Gorgues Manresa, nascut (4.6.1913) a Cervià (Lleida), assassinat (23.10.1936) a Cervià (Lleida)
- Ramon Martí Amenós, nascut (1.11.1905) a Vallbona de les Monges (Lleida), assassinat (12.8.1936) a Falset
- Eladi Perés Bori, nascut (26.3.1883) a Maldà (Lleida), assassinat (agost de 1936) a Reus
- Antoni Prenafeta Soler, nascut (7.4.1874) a Vilosell (Lleida), assassinat (22.8.1936) a Valls
- Miquel Rué Gené, nascut (13.12.1909) a Cervià (Lleida), assassinat (17.8.1936) a la riera de Maspujols (Reus)
- Sebastià Tarragó Cabré, nascut (21.7.1879) a Vinaixa (Lleida), assassinat (1.8.1936) a Poboleda
- Robert Grau Bullich (Joan), nascut (14.4.1895) a Coll de Nargó (Lleida), assassinat (5.1.1937) en la txeca Sant Elias de Barcelona, benedictí de Montserrat.
- Lluís Palacios Lozano, nascut (25.8.1893) a Àger (Lleida), assassinat (30.11.1936) a Barcelona, benedictí de Montserrat.
- Joan Roca Bosch, nascut (11.7.1884) a Guissona (Lleida), assassinat (19.8.1936) a Pedralbes, Barcelona, benedictí de Montserrat.
- Jaume Mir Vime, nascut (21.12.1889) a Ciutadilla (Lleida), assassinat (29.7.1936) a Tarragona, dels missioners del Cor de Maria.
- Antoni Vilamasana Carulla, nascut (28.1.1860) a Massoteres (Lleida), assassinat (25.8.1936) a Valls, dels missioners del Cor de Maria.
- Sebastià Balcells Tonijuan, nascut (3.12.1885) a Fuliola (Lleida), assassinat (15.8.1936) a Sierra d'Almenara (Múrcia), dels missioners del Cor de Maria.
- Antoni Capdevila Balcells, nascut (27.2.1894) a l'Espluga Calba (Lleida), assassinat (24.7.1936) a Vimbodí (Tarragona), dels missioners del Cor de Maria.
- Leonci Joaquim (Joaquim Pallerola Feu nascut (2.7.1892) a La Seu d'Urgell (Lleida), assassinat (1.9.1936) a la riera d'Alforja (Reus)
- Magí Pere (Francesc Salla Saltó), nascut (3.9.1918) a Els Omells de Na Gaia (Lleida), assassinat (30.7.1938) a Juncosa (Lleida)
- Isidre Tarsà Giribets, nascut (3.2.1866) a Fontenet (Lleida), assassinat (11.11.1936) a Torredembarra, de la Fraternitat Terciària Carmelitana de l'Ensenyament.

Llorca
- Llorenç Moreno Nicolás (Llorca, 1899 - Llorca, 1936), sacerdot mercedari.

Mallorca
- Jesús Eduard Massanet i Flaquer (Capdepera, 1899 - Lleida, 1936), sacerdot mercedari.

Ourense
- Antoni González Penín (Celanova, 1864 - Barcelona, 1936), germà cooperador mercedari.

Palència
- Augusto María (Arsenio Merino Miguel), nascut (12.12.1894) a San Cebrián de Mudá (Palència), assassinat (octubre 1936) a El Catllar (Tarragona)
- Honorio Sebastián (Sebastián Obeso Alario), nascut (12.12.1910) a Añoza (Palencia), assassinat (19.9.1936) a Tarragona

Salamanca
- Damián de la Santísima Trinidad (Damián Rodríguez Pablos), nascut (18.5.1896) a Pedroso de la Armuña (Salamanca), assassinat (11.11.1936) a Torredembarra, dels carmelites descalços.

Saragossa
- Ángel Amado (Maximiano Fierro Pérez), nascut (21.081905) a Alfamén (Saragossa), assassinat (1.9.1936) a Tortosa
- Nicolás Adriano (Juan Antonio Pérez Rodrigo), nascut (27.1.1914) en Retascón (Saragossa), assassinat (18.9.1936) a Tarragona

Tarragona
- Manuel Borràs i Ferré (La Canonja, Tarragonès, 9 de setembre de 1880 - Coll de Lilla, Montblanc, 12 d'agost de 1936), bisbe català.
- Francesc Llagostera Bonet (Valls, 1883 - Lleida, 1936), sacerdot mercedari.
- Ramon Artiga Aragonès, nascut (11.10.1880) en Mont-roig del Camp, assassinat (13.8.1936) a les Borges del Camp. Sacerdot.
- Josep Badia Minguella, nascut (18.9.1863) a Salomó, assassinat (13.8.1936) a Reus, sacerdot.
- Pau Bertran Mercadé, nascut (21.1.1875) a Creixell, assassinat (6.8.1936) a Torredembarra, sacerdot.
- Jocund Bonet Mercadé, nascut (10.3.1875) a Tarragona, assassinat (14.8.1936) a Reus, sacerdot.
- Josep Bru Boronat, nascut (16.6.1883) a Mont-roig del Camp, assassinat (27.7.1936) a Vinyols i els Arcs, sacerdot
- Josep Bru Ralduà, nascut (27.10.1870) a Mont-roig del Camp, assassinat (11.11.1936) a Vinyols i els Arcs, sacerdot.
- Tomàs Capdevila Miquel, nascut (22.1.1903) a Forès, assassinat (6.9.1936) a Torredembarra, sacerdot.
- Joan Baptista Cero Cedó, nascut (20.10.1908) a Flix, assassinat a Barcelona (16.8.1936), sacerdot.
- Magí Civit Roca, nascut (3.7.1871) a Conesa, assassinat (17.8.1936) a la riera de Maspujols (Reus), sacerdot.
- Francesc Company Tarrelles, nascut (23.10.1886) a Rocallaura, assassinat (2.8.1936) a Tarragona, sacerdot.
- Lluís Domingo Mariné, nascut (10.5.1911) al Morell, assassinat (5.8.1936) a Rodonyà, sacerdot.
- Isidre Fàbregas Gils, nascut (7.1.1878) a Puigpelat, assassinat (28.8.1936) a Reus
- Pere Farrés Valls, nascut (10.5.1903) a Santa Coloma de Queralt, assassinat (25.8.1936) a Valls
- Joan Farriol Sabaté, nascut (3.10.1868) a Montblanc, assassinat (22.5.1936) a Tarragona
- Pau Figuerola Rovira, nascut (8.12.1870) a l'Espluga de Francolí, assassinat (12.8.1936) Vinaixa (Lleida)
- Josep Gassol Montseny, nascut (31.3.1915) a Solivella, assassinat (12.2.1937) a Sarral
- Josep Garriga Ferrer, nascut (10.3.1872) a Cabra del Camp, assassinat (24.7.1936) a Reus
- Joan Gibert Galofré, nascut (14.5.1880) a la Riera de Gaià, assassinat (5.8.1936) a Montblanc
- Pau Gili Pedrós, nascut (29.1.1912) a Omellons (Lleida), assassinat (26.7.1936) a Tarragona
- Enric Gispert Domènech, nascut (9.11.1879) a Riudoms, assassinat (6.4.1937) a Barcelona
- Josep Gomis Martorell, nascut (17.12.1894) a Reus, assassinat (6.4.1937 a Barcelona
- Agustí Ibarra i Anguela, nascut (2.3.1911) a Alió, assassinat (15.8.1936) a Barcelona
- Lluís Janer Riba, nascut (4.3.1880) a Pontils, assassinat (23.7.1936) a Tarragona
- Dalmaci Llebaria Torné, nascut (5.10.1877) a Falset, assassinat (22.8.1936) a Tarragona
- Josep Mañé March, nascut (25.10.1876) al Morell, assassinat (17.8.1936) a Reus
- Rafael Martí Figueras, nascut (4.12.1878) a Tarragona, assassinat (30.7.1936) a Tarragona
- Josep Masquef Ferrer, nascut (11.5.1872) a Tarragona, assassinat (26.7.1936) a Tarragona
- Francesc Mercadé Rendé, nascut (25.3.1881) a Roda de Barà, assassinat (4.8.1936) a la Secuita
- Josep Mestre Escoda, nascut (12.2.1899) a Duesaigües, assassinat (17.3.1937) a la txeca Sant Elíes (Barcelona)
- Aleix Miquel Rosell, nascut (11.10.1882) al Pla de Cabra (avui el Pla de Santa Maria), assassinat (26.7.1936) a Tarragona
- Joan Montpeó Masip, seminarista, nascut (31.10.1918) a les Borges del Camp, assassinat (15.5.1938) a la riera de Riudecols
- Antoni Nogués Martí, nascut (20.1.1876) a Mont-roig del Camp, assassinat (12.8.1936) a Falset
- Josep Padrell Navarro, nascut (8.3.1898) a la Pobla de Mafumet, assassinat (8.9.1936) a Barcelona
- Josep M. Panadès Terré, nascut (4.9.1872) a Tarragona, assassinat (25.8.1936) a Valls
- Antoni Pedró Minguella, nascut (22.3.1874) a Guimerà, assassinat (19.8.1936) a Belianes (Lleida)
- Andreu Prats i Barrufet, nascut (7.8.1886) a la Selva del Camp, assassinat (13.8.1936) a Reus
- Pere Rofes Llauradó, nascut (31.5.1909) a Tarragona, assassinat (13.8.1936) a les Borges del Camp
- Joan Rofes Sancho, nascut (28.2.1876) a la Torre de Fontaubella, assassinat (12.8.1936) a la Torre de Fontaubella
- Pau Rosselló Burgueres, nascut (9.5.1895) a Vimbodí, assassinat (26.7.1936) a la carretera de Tarragona a Reus
- Josep Rosselló Sans, nascut (24.9.1883) a Montblanc, assassinat (22.8.1936) a Tarragona
- Miquel Saludes Ciuret, nascut (26.4.1867) a Alforja, assassinat (11.11.1936) a Torredembarra
- Josep Maria Sancho Toda, nascut (20.3.1909) a la Torre de Fontaubella, assassinat (12.8.1936) a la Torre de Fontaubella
- Jaume Sanromà Solé, nascut (4.11.1879) a Vilaverd, assassinat (24.7.1936) a Solivella
- Estanislau Sans Hortoneda, nascut (8.6.1887) a Maspujols, assassinat (23.8.1936) a Montbrió del Camp
- Lluís Sans Viñas, nascut (22.6.1887) a Montblanc, assassinat (10.8.1936) al Coll de Lilla
- Jaume Tarragó Iglesias, nascut (19.12.1868) a Solivella, assassinat (28.081936) a Torredembarra
- Joan Tomàs Gibert, nascut (18.11.1902) a Valls, assassinat (28.8.1936) a Salardú (Lleida)
- Isidre Torres Balcells, nascut (27.11.1874) a Blancafort, assassinat (24.8.1936) a Montblanc
- Joan Vernet Masip, nascut (28.5.1889) a la Vilella Alta, assassinat (21.8.1936) a Juncosa (Lleida)
- Francesc Vidal Sanuy, nascut (7.9.1867) a Montpalau (Cervera, Lleida), assassinat (26.7.1936) a Tarragona
- Pau Virgili Monfà, nascut (8.8.1869) a Valls, assassinat (5.8.1936) a Montblanc
- Francesc Vives Antich, nascut (22.3.1876) a Valls, assassinat (6.8.1936) a Torredembarra
- Ángel de Sant Josep (Joan Font Rius), nascut (20.10.1896) a l'Espluga de Francolí, assassinat (25.7.1936) a Tarragona, dels carmelites descalços.
- Carles de Jesús Maria (Carles Barrufet Tost), nascut (9.4.1888) a la Selva del Camp, assassinat (12.8.1936) a la carretera de Reus a Montblanc, dels carmelites descalços.
- Josep Cecili de Jesús Maria (Josep Alberich Lluch), nascut (7.2.1865) a Benicarló (Castelló), assassinat (11.11.1936) a Torredembarra, dels carmelites descalços.
- Josep Maria Jordà Jordà nascut (17.11.1884) a Tarragona, assassinat (26.7.1936) a Tarragona, benedictí de Montserrat.
- Pau Castellà Barberà, nascut (3.5.1861) a la Selva del Camp, assassinat (26.9.1936) a Reus, dels missioners del Cor de Maria.
- Andreu Feliu Bartomeu, nascut (15.9.1840) a la Selva del Camp, assassinat (26.9.1936) a Reus, dels missioners del Cor de Maria.
- Benet Joan (Joan Baptista Urgell Coma), nascut (5.10.1906) a Vilalba dels Arcs (Tarragona), assassinat (7.8.1936) a Corbera d'Ebre (Tarragona)
- Fulbert Jaume (Jaume Jardí Vernet), nascut (7.5.1901) a Vandellòs, assassinat (10.8.1936) a Tivissa
- Hug Bernabé (Francesc Trullén Gilisbarts), nascut (20.1.1895) de Roquetes (diòcesi de Tortosa), assassinat (1.9.1936) a la riera d'Alforja (Reus)
- Lluís Domingo Oliva, nascut (11.1.1892) a Reus, assassinat (11.11.1936) a Torredembarra, de la Fraternitat Terciària Carmelitana de l'Ensenyament.
- Bonaventura Toldrà Rodon, nascut (31.3.1896) al Pla de Santa Maria, assassinat (11.11.1936) a Torredembarra, de la Fraternitat Terciària Carmelitana de l'Ensenyament.

Terol
- Josep Trallero Lou (Oliete, 1903 - Estercuel, 1936), germà cooperador mercedari.
- Francesc Gargallo Gascón (Castellote, 1872 - Muniesa, 1936), sacerdot mercedari.
- Manuel Sancho Aguilar (Castellote, 1874 - Muniesa, 1936), sacerdot mercedari.
- Marià Alcalá Pérez (Andorra, 1867 - Andorra, 1936), sacerdot mercedari.
- Marià Pina Turón (Híjar, 1867 - Muniesa, 1936), sacerdot mercedari.
- Pere Esteban Hernández (Híjar, 1869 - Híjar, 1936), germà cooperador mercedari.
- Antoni Lahoz Gan (Híjar, 1858 - Híjar, 1936), germà cooperador mercedari.
- Serapi Sanz Iranzo (Muniesa, 1879 - Lleida, 1936), germà cooperador mercedari.
- Andrés Sergio (Andrés Pradas Lahoz), nascut (30.11.1908) a La Hoz de la Vieja (Terol), assassinat (19.8.1936) a Tortosa, dels Germans de les Escoles Cristianes.
- Antonio Gil (Alejandro Gil Monforte), nascut (9.2.1903) a Mosqueruela (Terol), assassinat (22.9.1936) a Mosqueruela
- Arístides Marcos (Pedro José Cano Cebrián), nascut (1.6.1906) a Villalba de los Morales (Terol), assassinat (14.8.1936) a Benicarló (Castelló)
- Claudio José (Manuel Mateo Calvo), nascut (5.10.1902) a Aliaga (Terol), assassinat (1.9.1936) a Tortosa
- Félix Adriano (Juan Vicente Edo), nascut (31.7.1903) en Mosqueruela (Terol), assassinat (22.9.1936) a Mosqueruela
- Genaro (Mariano Navarro Blasco), nascut (3.12.1903) a Tortajada (Terol). assassinat (11.11.1936) a Torredembarra
- Marciano Pascual (Pascual Escuin Ferrer), nascut (30.3.1907) a La Hoz de la Vieja (Terol), assassinat (19.8.1936) a Tortosa

València
- Alberto Joaquin (Alberto Linares de la Pinta), nascut (27.8.1913) a Cheste (Valencia), assassinat (19.3.1937) a Castillonroy (Osca), dels Germans de les Escoles Cristianes.